# Yên Tiến
Yên Tiến là một xã thuộc huyện Ý Yên, tỉnh Nam Định, Việt Nam.

## Địa lý - Hành chính
Địa giới hành chính xã phía Đông giáp xã Yên Thắng và xã Yên Đồng; phía Nam giáp xã Yên Khang; phía Tây giáp xã Yên Bằng và xã Yên Hồng; phía Bắc giáp thị trấn Lâm và xã Yên Ninh.
Xã Yên Tiến có dự án quốc lộ 37C nối từ Quốc lộ 37B tại Ý Yên đi qua Cát Đằng - Phố Cháy - Yên Phương vượt sông Đáy tới Gián Khẩu, Me, Nho Quan (Ninh Bình) và kết thúc tại đường Hồ Chí Minh ở Lạc Thủy (Hòa Bình).
Xã Yên Tiến nằm ở phía Nam của huyện Ý Yên, cách trung tâm huyện khoảng 03 km, có đường Quốc lộ 10 và đường sắt Bắc Nam chạy qua, có hệ thống đường giao thông tỉnh lộ, đường liên xã kết nối rất thuận tiện cho lưu thông hàng hóa.
+ Phía Đông giáp xã Yên Ninh và Yên Thắng.
+ Phía Tây giáp với xã Yên Bằng.
+ Phía Nam giáp xã Yên Khang và Yên Đồng.
+ Phía Bắc giáp xã Yên Hồng và Thị trấn Lâm.
Tổng diện tích tự nhiên là 905,17 ha, trong đó đất sản xuất nông nghiệp là 644,82 ha. 
Xã Yên Tiến là xã loại 1, với tổng dân số là 13.792 nhân khẩu, thuộc 3.903 hộ, được chia thành 19 cơ sở thôn/xóm. Cuối năm 2021 sau khi sáp nhập xã còn 15 thôn/xóm, đã có 10 xóm, được công nhận đạt chuẩn NTM kiểu mẫu. Trên địa bàn xã có 01 xóm đạo thiên chúa giáo, còn lại 14 thôn/xóm là đạo phật. 
Đảng bộ xã Yên Tiến có 535 Đảng viên thuộc 20 chi bộ; trong đó có 15 chi bộ thôn/xóm và 05 chi bộ sự nghiệp.
Là vùng đất hình thành sớm trong vùng đồng bằng châu thổ sông Hồng. Yên Tiến có nhiều làng nghề truyền thống nổi tiếng như: Mộc, mây tre đan, sơn mài Cát Đằng... Sự tài hoa của bàn tay, khối óc nghệ nhân kết tinh lại trong các tác phẩm, công trình tôn giáo tín ngưỡng, đình Cát Đằng, đình Thượng Đồng.
Yên Tiến là xã có truyền thống cách mạng, có nhà lão thành cách mạng Tống Văn Trân, là địa phương có truyền thống hiếu học, có đội ngũ cán bộ, công chức luôn đoàn kết, được sự đồng tình và ủng hộ của nhân dân. Nhân dân giúp đỡ lẫn nhau làm ăn kinh tế ngày càng phát triển, đời sống nhân dân được cải thiện.

## Di tích - Danh thắng
Trong Quần thể di tích thờ Vua Đinh ở Nam Định có tới 3 di tích nằm trên địa bàn xã Yên Tiến là đền Cộng Hòa, đình Thượng Đồng và đình Cát Đằng. Đây cũng chính là khu vực đậm đặc các di tích thời Đinh, phản ánh Đinh Bộ Lĩnh đã có chủ trương thu hút nhân tài trên vùng đất này để xây dựng thành thế lực mạnh nhất. Những di tích này không chỉ ghi nhận quá trình đóng góp của nhân dân Nam Định trong sự nghiệp nhà Đinh mà còn có ý nghĩa xác nhận vị trí trọng yếu của vùng đất này: là căn cứ, bàn đạp để tiến hành dẹp 12 sứ quân thống nhất đất nước của vị thủ lĩnh họ Đinh.
Đình Cát Đằng là di tích thờ hai anh em Đinh Đức Đạt và Đinh Đức Thông, những người con quê hương đã có công phù giúp Đinh Bộ Lĩnh dẹp tan sứ quân Phạm Bạch Hổ đã từng chiếm cứ nơi đây. Đình cũng thờ vua Đinh Tiên Hoàng và ông tổ nghề sơn mài là Ngô Đức Dũng. Nơi đây từng là một cơ sở của tổ chức Việt Nam Thanh niên Cách mạng Đồng chí Hội, được Nhà nước Việt Nam công nhận là di tích quốc gia.
Đình Trung Thôn và đình Đồng Văn thờ Trung Mẫn Đại Vương Đinh Đức Nghi – công thần triều Đinh. Đình Đằng Chương thờ tướng Đinh Điền ở căn cứ quân sự của Vua Đinh.

## Nhân vật nổi bật
- Tống Văn Trân, Ủy viên Xứ ủy Nam Kỳ, phụ trách Sài Gòn, Gia Định.